# Frank Wykoff
Frank Clifford Wykoff (ur. 29 października 1909 w Des Moines, zm. 1 stycznia 1980 w Altadenie) – amerykański lekkoatleta sprinter, trzykrotny mistrz olimpijski.
Jako pierwszy człowiek w historii zdobył trzy złote medale olimpijskie w biegu sztafetowym, za każdym razem poprawiając lub wyrównując rekord świata. Podczas amerykańskich kwalifikacji przed igrzyskami olimpijskimi w 1928 zwyciężył w biegu na 100 metrów zostawiając w pokonanym polu m.in. Charliego Paddocka. Został również mistrzem USA (AAU) na tym dystansie. Na igrzyskach w Amsterdamie zajął 4. miejsce w biegu na 100 metrów, zaś w sztafecie 4 × 100 metrów zdobył złoty medal (Wykoff biegł na pierwszej zmianie, a po nim James Quinn, Charles Borah i Henry Russell). Sztafeta w finale wyrównała rekord świata wynikiem 41,0 s.
Od 1929 Wykoff studiował na Uniwersytecie Południowej Kalifornii. Został akademickim mistrzem USA (NCAA) na 100 jardów w 1930 i 1931, akademickim mistrzem IC4A w 1930, 1931 i 1932 oraz mistrzem USA (AAU) na tym dystansie w 1931. W maju 1930 ustanowił rekord świata w biegu na 100 jardów wynikiem 9,4 s. W 1931 był członkiem sztafety 4 × 110 jardów, która w barwach Uniwersytetu Południowej Kalifornii pobiła rekord świata czasem 40,8 s.
Na igrzyskach olimpijskich w 1932 w Los Angeles startował tylko w sztafecie 4 × 100 metrów, która zdobyła złoty medal olimpijski poprawiając rekord świata na 40,0 s. Wykoff wystąpił na ostatniej zmianie (przed nim biegli Robert Kiesel, Emmett Toppino i Hector Dyer). Na kolejnych igrzyskach olimpijskich w 1936 w Berlinie Wykoff znowu zajął 4. miejsce w finale biegu na 100 metrów, a w sztafecie zdobył swój trzeci złoty medal poprawiając rekord świata na 39,8 s. (skład sztafety: Jesse Owens, Ralph Metcalfe, Foy Draper i Wykoff na ostatniej zmianie).
Później Wykoff pracował w systemie szkolnictwa w Kalifornii aż do przejścia na emeryturę w 1972. Był dyrektorem szkół specjalnych.